# Ophisaurus mimicus
Ophisaurus mimicus là một loài thằn lằn trong họ Anguidae. Loài này được Palmer mô tả khoa học đầu tiên năm 1987.